# Alex Parche
Alex Parche (* 16. September 1952 in Hannover; † 12. März 2009 in Köln) war ein deutscher Gitarrist.

## Biografie
1964 zog Alex Parche von Hannover nach Köln. Sein erstes Demo nahm er 1976 auf. 1977 schloss er sich mit King Size Dick zum Duo Dick & Alex zusammen. Es erschienen die Single Hey, steig ein (1977), das Debütalbum Dick & Alex und das Zweitwerk Schweine in weißen Westen. 1980 wechselte Parche zur Zeltinger Band, mit der er einige Liveerfahrung sammelte. 1982 nahm er dann gemeinsam mit Jutta Weinhold die Breslau-LP "Volksmusik" auf.
1983 startete er seine Solokarriere, die zuerst unter dem Namen The Alex Parche Band und später als Alex Parche Project firmierte. Das Debütalbum Adrenalin erschien im gleichen Jahr. Zusammen mit Herman Rarebell (ex-Scorpions) verdingte er sich in Hannover als Studiomusiker.
1986 reformierte sich die Zeltinger Band und Alex Parche gehörte wieder zur Besetzung. Bis 1990 blieb er der Gruppe als Gitarrist erhalten und spielte auf insgesamt zwei Studioalben und einem Livealbum. 1992 reanimierte er sein Project und spielte mit den Sängern Udo Dirkschneider, Fernando Garcia (Ex-Victory), Ted Bullet (Thunderhead), Leon Goewie (Vengeance) und Sängerin Amazone ein selbstbetiteltes Album ein. 1993 folgte das Album Son of Healer in gleicher Besetzung. Mit Paul Bridgwater (Radio Moscow, Slowburner) wurde ein weiterer Sänger für das Projekt gewonnen. 1994 folgte das dritte Album mit gleicher Sängerriege plus Neuzugang Dougie White (später bei Rainbow und Yngwie Malmsteen). Das Projekt war vor allem in Japan erfolgreich und konnte auch einige Fernsehauftritte im deutschsprachigen Raum, unter anderem im Vorprogramm von Doro Pesch und  Fischer-Z verbuchen.
1995 übernahm er wieder den Gitarrenposten bei der Zeltinger Band und trat als Produzent des 1996er Albums Faktor-Z auf. Anschließend arbeitete er wieder mit King Size Dick zusammen und brachte einige Soloalben heraus.
2005 machte Parche einen Ausflug in den Karneval und stieg zusammen mit Zeltinger-Schlagzeuger Robbie Vondenhoff in die Nachfolgeband der Krageknöpp, NULL221, ein. Mit den Musikern Herbert Reinhard, Andreas Tsangarakis und Michael Hahn, später Volker Fennert, produzierte er ein Album und zwei Maxi-CDs.
2007 erlitt der Gitarrist einen Schlaganfall, der seine aktive Musikerkarriere beendete. Freunde und Bekannte gründeten das Alex Parche Charity Project um den Berufsmusiker finanziell zu unterstützen. Er verstarb am 12. März 2009 an einer Lungenentzündung und hinterließ eine Frau und zwei Töchter.
Ein letztes Studioalbum von Dick & Alex erschien 2009. Es war bereits einen Tag vor seinem Schlaganfall fertiggestellt worden.

## Diskografie

### Mit Dick & Alex
- Hey, steig ein (Single, 1977)
- Dick und Alex (1978)
- Schweine in weißen Westen (1980)
- Aus der Tiefe (2009)

### Mit der Zeltinger Band
- Schon wieder live (1987)
- Weder Mensch, noch Tier (1988)
- Ich bin ein Sünder (1990)
- Faktor Z (1996)

### Mit NULL221
- Für Kölle - wat söns (2006)
- Verdammt! (2006)
- Dat dat dat darf (2007)

### Solo
- The Alex Parche Band: Adrenalin (1983)
- The Alex Parche Project: Same (1992)
- The Alex Parche Project: Son of a Healer (1993)
- The Alex Parche Project: Prohibido el Paso (1994)
- The Alex Parche Band: Beat the Devil (2001)
- Alex Parche: Punters & Hookers (2005)
- The Alex Parche Band: Get Down to Business (2006)

### Sonstige
- Breslau: Volksmusik (1982)
- K.G.B.: Fiesta Fiasko (2005)